# Perfect Angel
Albums de Minnie Riperton
Come to My Garden
(1970) Adventures in Paradise
(1975)
Perfect Angel est le deuxième album de Minnie Riperton, sorti en 1974 par Epic Records. Il contient la chanson la plus connue de Minnie Riperton, Lovin' You qui fut numéro un aux États-Unis pendant une semaine en avril 1975.

## Titres
Toutes les chansons sont écrites par Minnie Riperton et Richard Rudolph sauf indiqué.
1. Reasons – 3:25
2. It's So Nice (To See Old Friends) – 4:47
3. Take a Little Trip (Stevie Wonder, Yvonne Wright) – 4:11
4. Seeing You This Way – 2:51
5. The Edge of a Dream – 4:20
6. Perfect Angel (Stevie Wonder) – 3:41
7. Every Time He Comes Around – 3:55
8. Lovin' You – 3:54
9. Our Lives – 5:42

## Musiciens
- Minnie Riperton – Chant
- Stevie Wonder (as El Toro Negro) – piano, batterie, percussions, harmonica
- Michael Sembello – Première guitare
- Marlo Henderson – guitare
- Reggie McBride –  Basse
- Ollie E. Brown – Batterie
- Rocki Dzidzornu – congas
- Deniece Williams, Yvonne Wright, Shirley Brewer, Lani Groves – Chœurs